# Saint-Pierre (Firminy)
La iglesia de Saint-Pierre en Firminy, (Loira, Francia), es la última gran obra diseñada por Le Corbusier. Concebida inicialmente como iglesia, su construcción dio comienzo póstumamente en 1971 (seis años después de la muerte del arquitecto), pero problemas financieros y políticos obligaron a interrumpir las obras en 1978. En 2003, veinticinco años después de su suspensión, el ayuntamiento de la ciudad decidió financiar la reanudación las obras, y el edificio fue finalmente inaugurado en 2006.
Siendo Francia un estado laico, las leyes del país impiden financiar obras dedicadas al culto religioso, por lo que el edificio se emplea como centro cultural, siendo las plantas primera y segunda salas de exposición, mientras que la planta baja se utiliza oficiosamente como templo.
El edificio ha sido considerado por parte de la crítica como la obra europea más importante del arquitecto.

## Historia
La iglesia fue uno de los varios edificios encargados al arquitecto a principios de la década de 1950 por el entonces alcalde de Firminy Eugène Claudius-Petit. Los primeros bocetos datan de 1961, y estaban basados en un antiguo diseño del propio arquitecto para una iglesia en Tremblay en 1929. Sin embargo, Le Corbusier murió antes de que se diese luz verde al diseño, y este fue finalizado por José Oubrerie; uno de los empleados en el estudio del maestro.
La primera piedra de la construcción se colocó en 1970, aunque las obras no se iniciaron realmente hasta noviembre de 1973. Dificultades financieras y la retirada del apoyo al proyecto por parte de la iglesia católica paralizaron la obra en varias ocasiones, siendo la definitiva la parada de 1978. La construcción se mantuvo en estado ruinoso durante varios años, hasta que para evitar la demolición del edificio, el alcalde solicita la declaración de la ruina como Patrimonio Histórico de Francia, lo que se consigue en 1996. Basadas en un nuevo proyecto presentado en 1993, las obras se reanudan en 2003, finalizándose el edificio en 2006. Para poder concluir la construcción hubo que actualizar el diseño, con objeto de satisfacer los requisitos de la nueva normativa. Ello obligó a practicar nuevas salidas de incendios y a la instalación de un ascensor. Paralelamente, el nuevo uso del edificio como museo obligó a realizar modificaciones tanto en el interior como en el exterior del edificio.
A pesar de que el templo no está consagrado y oficialmente está catalogado como un centro cultural, en la práctica se utiliza también en su función original de templo.

## Arquitectura
El edificio, de planta cuadrada y alzado cónico, está soportado por 12 grandes pilares (tres por lado). La fachada está compuesta por una base de apariencia ligera cerrada con grandes paños de vidrio, sobre la que se eleva un cuerpo cónico de aspecto macizo construido con una losa de hormigón armado de 22 cm de grosor. En la fachada este aparecen varias pequeñas perforaciones en la losa, que en el interior generan un juego de luz simulando constelaciones de estrellas. El volumen cónico del edificio dispone de varios lucernarios en su reate superior, y alberga el campanario.
Interiormente la distribución sigue dos ejes perpendiculares que dividen los espacios en una proporción de 2/3 y 1/3 en planta baja, y de 1/2 y 1/2 en las plantas primera y segunda. El acceso a la iglesia se efectúa a través de una rampa ascendente.